# Reißzug

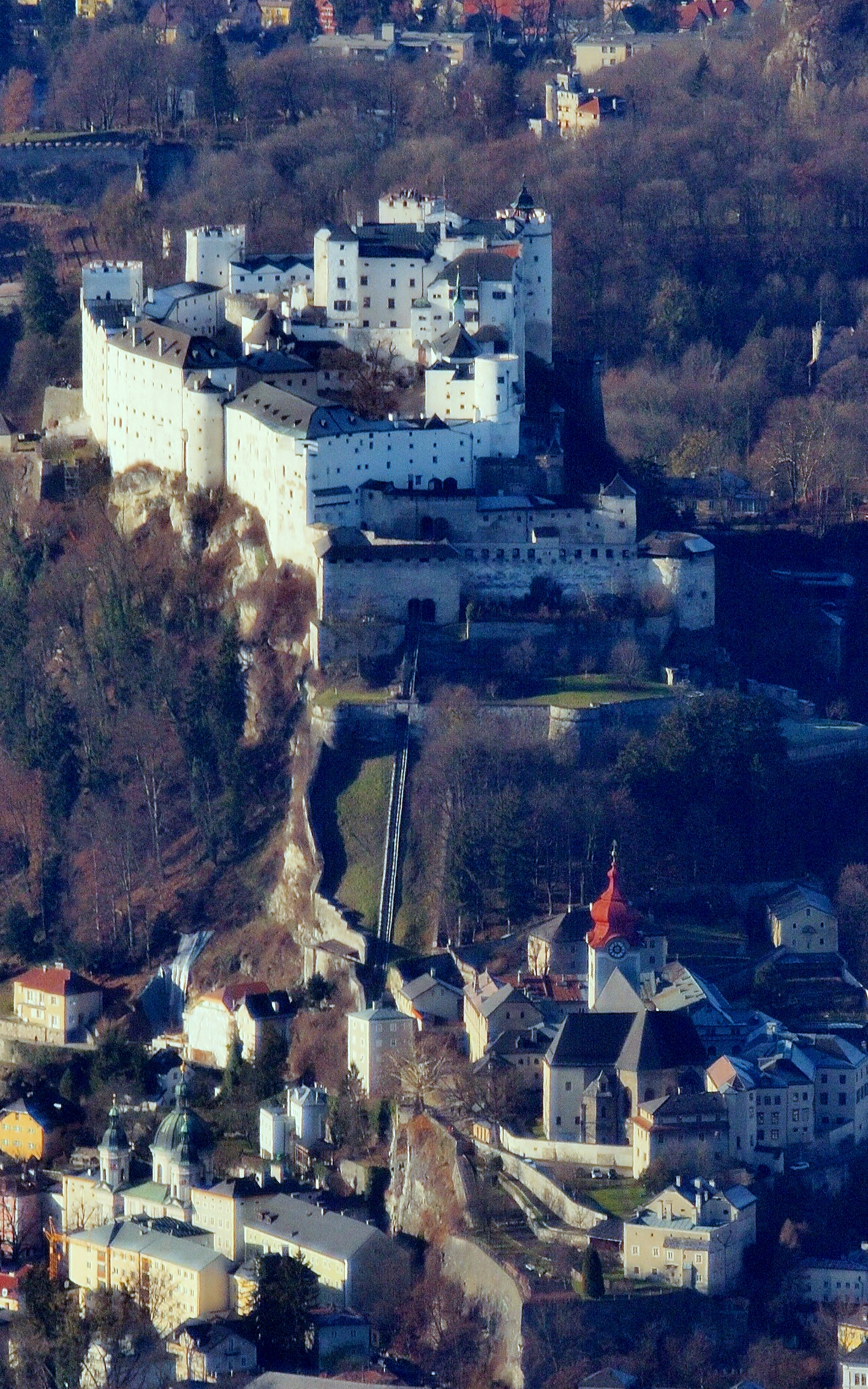
Festung Hohensalzburg mit Trasse des Reißzugs

Der Reißzug (auch in der Schreibvariante Reiszug anzutreffen) ist eine für Materialbeförderung vorgesehene Standseilbahn in der österreichischen Stadt Salzburg und führt vom Nonnberg auf die Festung Hohensalzburg. Sie ist vermutlich die älteste erhaltene Seilbahn der Welt. Sie dient heute allein der Güterbeförderung und ist im Wesentlichen nicht öffentlich zugänglich. Dem Personenverkehr auf die Festung dient die Festungsbahn Salzburg.

## Geschichte

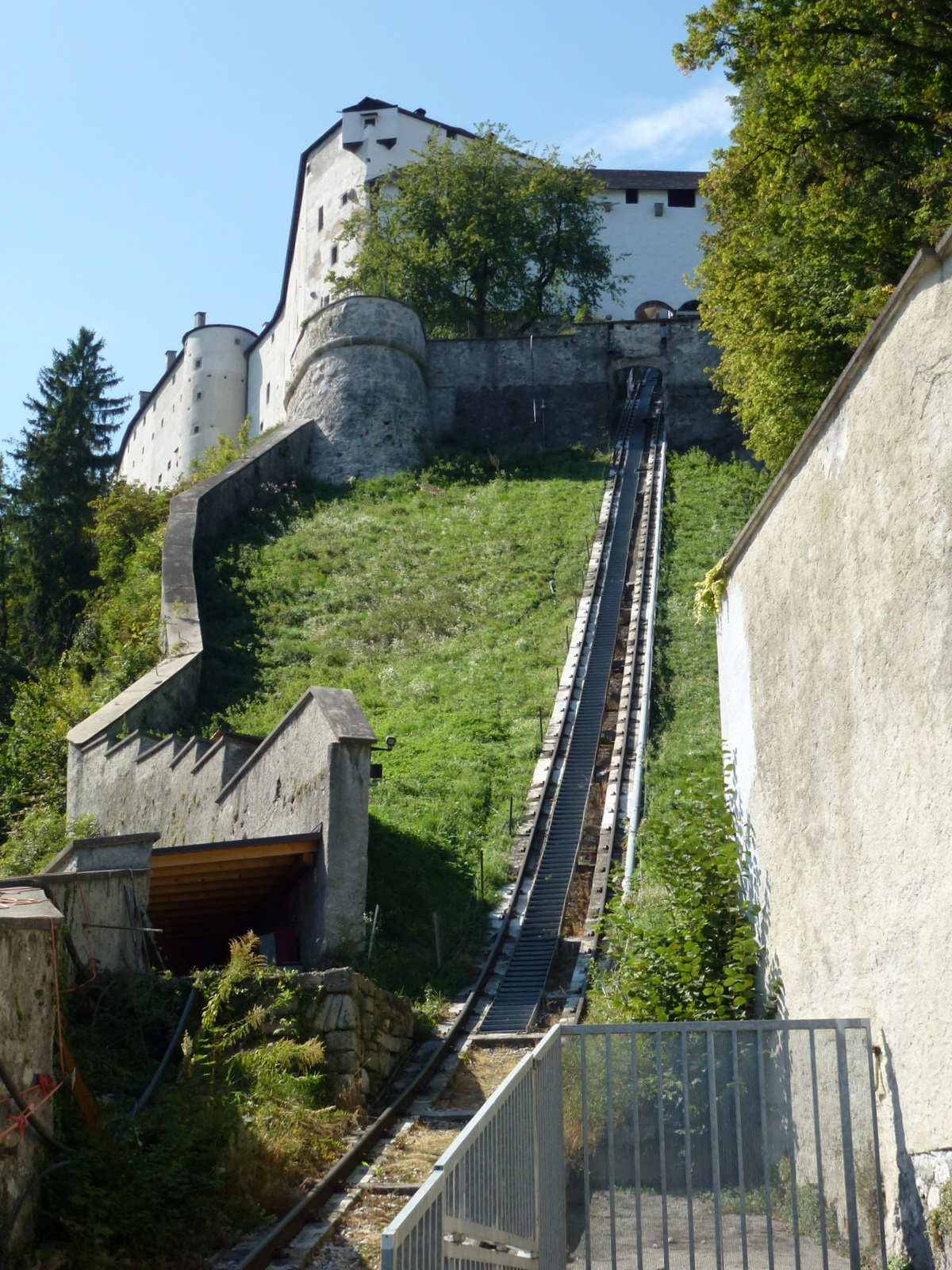
Trasse von der Talstation aus

### Namensgebung
Der Name Reißzug ist entstanden aus dem mittelhochdeutschen Wort rīsen – dem heutigen Wort reisen – mit der damaligen Bedeutung ‚sich von unten nach oben bewegen, steigen (vgl. engl. to rise); sich von oben nach unten bewegen, fallen‘. (Von rīsen ist auch das Wort Reise in der ursprünglichen Bedeutung ‚Aufbruch, Fahrt, Zug‘ abgeleitet.) Der Wortteil -zug ist abgeleitet vom Verb ziehen. Das Wort bezeichnete also ursprünglich eine Vorrichtung, mit der durch Ziehen Dinge von unten nach oben und umgekehrt befördert werden können. Der Name für die Seilbahn hat demnach – trotz gewisser sachlicher Ähnlichkeiten – nichts mit einem Zug im heutigen Sinne einer Eisenbahn und nichts mit dem Begriff reißen zu tun. Die Bahn wurde früher ausgehend von rīsen als „Reise“ bezeichnet, doch das Herstellen eines Zusammenhanges mit einer Reise im heutigen Sinne ist als Laienetymologie zu werten.

### Baugeschichte
Der Reißzug führt vom Kloster Nonnberg in den inneren Bereich der Festung und geht gemäß bauhistorischen Befunden im Bereich des Schlangenganges zumindest auf das Jahr 1460 zurück, und damit auf die unruhige Zeit vor der Regentschaft von Bernhard von Rohr. Die Meinung, dass der Bau unter Leonhard von Keutschach erst im Jahr 1502 ausgeführt wurde, gilt heute als weitgehend widerlegt. Ein Mauerzug zur Sicherung des Reißzuges wurde bereits unter Burkhard von Weißpriach um 1461 errichtet. 1515 wird der Reißzug selbst in einer gesicherten Quelle detailliert beschrieben. Der Reißzug wurde vor allem auch für Materialtransporte errichtet. Im Winter fuhr der Zug mehrmals täglich, denn eine andere Versorgungsmöglichkeit der Burg war in der Regel nicht gegeben. Anfangs verkehrten zwei Kufenschlitten im Gegenverkehr, wenig später wurden Schienen aus Hartholz verlegt, auf denen sich die beiden gegenläufig fahrenden Wägelchen bewegten. Das erste urkundliche Reißzuggebäude mit seiner früheren Seilwinde für das für den Betrieb benötigte, über 300 m lange Hanfseil wurde unter Leonhard von Keutschach vermutlich um 1496 erbaut. Das heutige Reißzuggebäude stammt aus dem Jahr 1644.

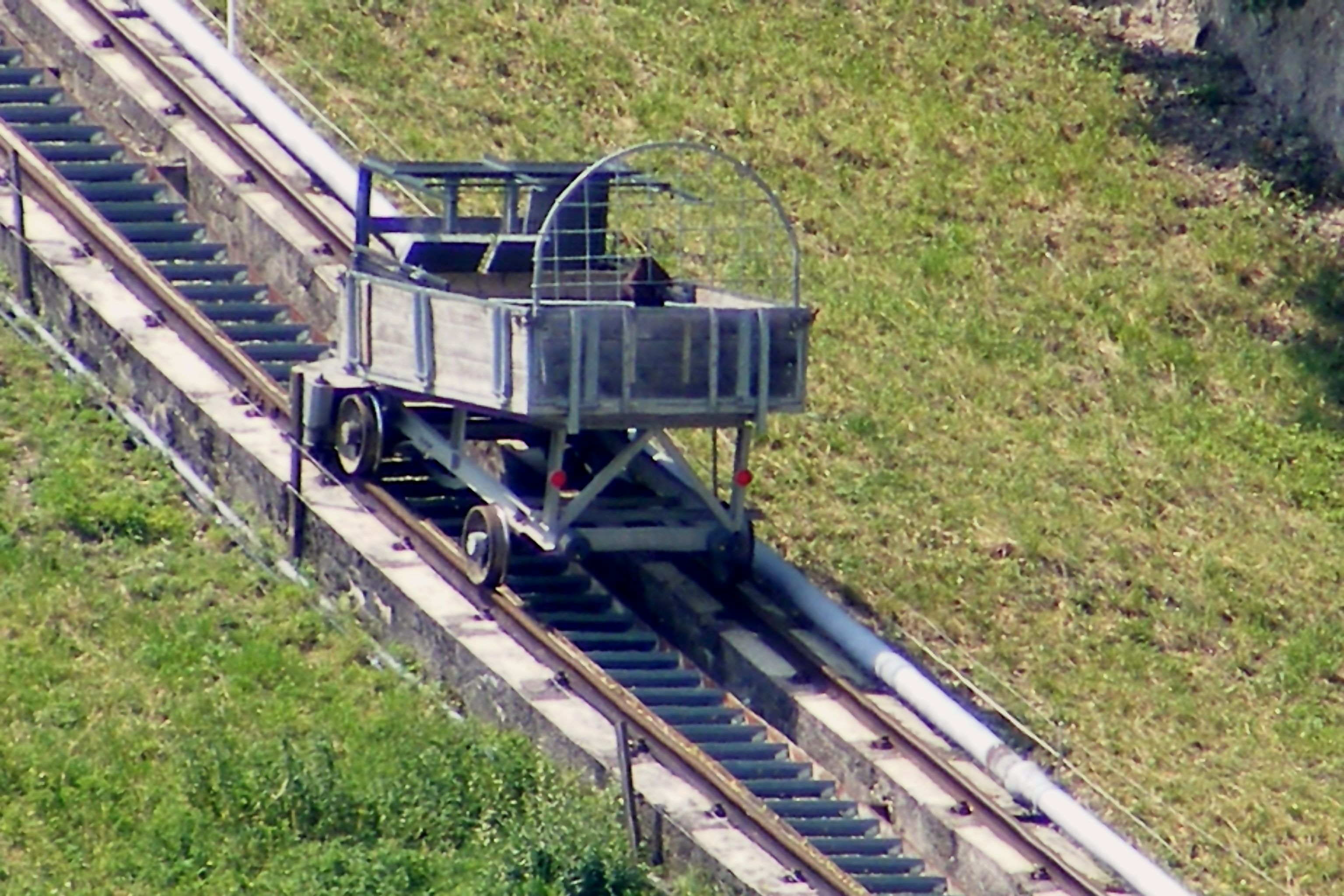
Der Materialwagen des Reißzugs

Der Reißzug durchbrach zwangsläufig die Verteidigungsringe der Festung und musste daher selbst stark gesichert werden. Erhalten sind die vielen befestigten Tordurchlässe. Die sogenannte Höllenpforte wurde 1504 erbaut. Über dem Reißzug wurde der heute in die Burgmauer integrierte Reißturm errichtet. Verschwunden ist die Zugbrücke, über die die Wägelchen einst fuhren, im Notfall konnten aber die beiden Brücken des Reißzuges abgeworfen werden. Auch der spätgotische Kragturm zur Sicherung der Tordurchfahrt auf die Nonnbergbastei wurde im 19. Jahrhundert abgerissen.
Der Antrieb dieser Bahn erfolgte bis 1910 über eine waagerechte hölzerne Seilwinde mit langen Hebelarmen mit Hilfe von Muskelkraft (Göpel), in der Regel von eingespannten, sich im Kreis bewegenden Pferden. Anfangs sowie im 19. Jahrhundert wurden auch Häftlinge eingesetzt, wobei mindestens neun Sträflinge für den Betrieb notwendig waren. Ab dem Jahr 1910 kam eine elektrische Bergbauwinde zum Einsatz.
1881 bis 1885 wurde die Anlage von der k. u. k. Militärverwaltung saniert. Dabei wurden drei Holzbrücken abgetragen und durch Stahlkonstruktionen ersetzt, auf denen herkömmliche Eisenbahnschienen mit Schmalspurformat neu verlegt wurden. Nach einer Sanierung im Jahr 1950 wurden 1951 die Schienen von Schmalspur auf Normalspur umgestellt. Weitere Sanierungen erfolgten in den Jahren 1988–1990 und 2004. Der Reißzug kann heute, gesichert durch Infrarotkameras, auch nachts verkehren.
Der Antrieb und die Überwachung erfolgen von der Bergstation aus. Der Reißzug dient auch heute im Grunde allein zum Materialtransport, die Mitfahrt von befugten Personen ist nur in Ausnahmefällen gestattet.
Den Berechnungen von Clemens M. Hutter zufolge benötigte die Bahn in früheren Jahrhunderten etwa eine Stunde für eine Bergfahrt. Nach dem Einbau des 38 PS starken Motors im Jahr 1910 dauerte eine Bergfahrt noch knapp 30 Minuten. Heute wird die Strecke in gut fünf Minuten zurückgelegt.

## Technische Daten
- Höhenunterschied: 80 m
- Streckenlänge: 190 m
- Gefälle: 67 %

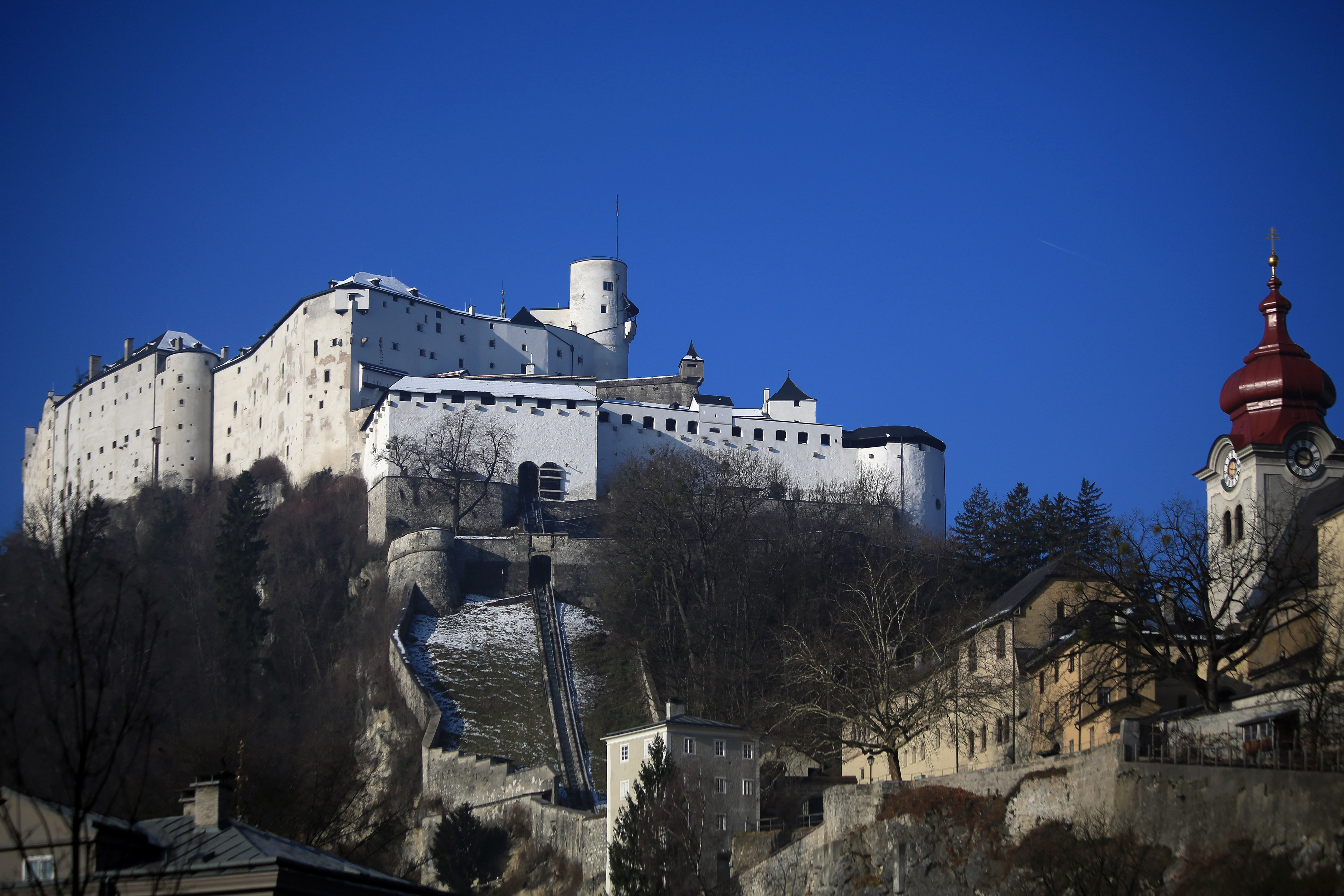
Reißzug mit Festung Hohensalzburg und Stift Nonnberg

- Fahrbetriebsmittel: 1 für 1500 kg Zuladung oder 3 Personen
- Geschwindigkeit: 0,55 m/s
- Fahrzeit: 5,45 min